# André Resampa
André Haja Resampa (Sakalava, 24 juni 1924 - 17 mei 1993) was een Malagassisch politicus.
Resampa studeerde rechten en deed in 1952 zijn intrede in de politiek. In 1956 richtte hij met onder meer Philibert Tsiranana de Parti Social Démocratique du Madagascar (Sociaaldemocratische Partij van Madagaskar, PSD) op. In 1959 behoorde hij tot de delegatie die met Frankrijk over onafhankelijkheid van Madagaskar onderhandelde. 
Na de onafhankelijkheid van Madagaskar in 1960 werd Resampa minister van Binnenlandse Zaken en secretaris-generaal van de PSD. In 1970 werd hij eerste vicepresident. Omdat president Philibert Tsiranana wegens ziekte in het buitenland bleef, fungeerde Resampa feitelijk als leider van het land. 
Na de terugkeer van Tsiranana in februari 1971 wijzigde deze zijn kabinet en werd Resampa minister van Landbouw en Plattelandsontwikkeling en werd hij tweede vicepresident. Op 31 mei 1971 onthulde Tsirana een tegen hem gericht complot waar Resampa achter zou zitten. Resampa werd op 1 juni 1971 gearresteerd. In mei 1972 werd hij vrijgelaten en richtte hij de nationalistisch gekleurde l'Union Socialiste Malgache (USM) op. Nadat Tsiranana in mei 1972 als president was afgetreden fuseerde diens PSD met Resampa's USM tot de Parti Socialiste Malgache. Bij de verkiezingen behaalde deze fusiepartij slechts enkele zetels. 
In 1975 werd Resampa gearresteerd wegens betrokkenheid bij een moordaanslag op president Richard Ratsimandrava. Tijdens het daaropvolgend drie maanden durende proces werd Resampa tot een gevangenisstraf veroordeeld. Na zijn vrijlating was hij sinds het begin van de jaren 90 opnieuw politiek actief voor de heropgerichte PSD.